# Israelische Fußballnationalmannschaft/Olympische Spiele
Die israelische Fußballnationalmannschaft nahm 1956 erstmals an der Qualifikation für die Olympischen Spiele in Melbourne teil, konnte sich aber erst 1968 für die Olympischen Spiele in Mexiko qualifizieren und dort das Viertelfinale erreichen. Danach gelang noch zweimal die Qualifikation, zuletzt durch die U21-Mannschaft für die Olympischen Spiele in Paris 2024. Die israelische Mannschaft musste sich in den ersten Qualifikationen mit europäischen Mannschaften messen, dann mit asiatischen und ozeanischen. Seit dem Ende des Kalten Krieges und der Aufnahme in die UEFA nimmt die israelische Mannschaft an der europäischen Qualifikation teil. Bis 1988 nahm die A-Nationalmannschaft an der Qualifikation teil, spielte dabei aber teilweise gegen Amateurmannschaften, so dass die Spiele von der FIFA nicht als A-Länderspiele gewertet werden.

## A- und Amateurmannschaften bei Olympischen Spielen

### 1948
- Olympische Spiele in London:
  - nicht teilgenommen

### 1952
- Olympische Spiele in Helsinki:
  - nicht teilgenommen

### 1956
- Olympische Spiele in Melbourne:
  - Qualifikation:
    - 11. Juli 1956: UdSSR – Israel 5:0 (in Moskau)
    - 31. Juli 1956: Israel – UdSSR 1:2 (in Ramat Gan)

### 1960
- Olympia-Qualifikation:
  - 21. Oktober 1959: Israel – Jugoslawien 2:2 (in Ramat Gan)
  - 6. März 1960: Israel – Griechenland 2:1 (in Ramat Gan)
  - 3. April 1960: Griechenland – Israel 2:1 (in Athen)
  - 10. April 1960: Jugoslawien – Israel 1:2 (in Belgrad)

Israel verpasst wegen der schlechteren Tordifferenz als Gruppenzweiter hinter dem späteren Olympiasieger Jugoslawien die Olympischen Spiele in Rom.

### 1964
- Olympia-Qualifikation:
  - 1. Runde:
    - 29. Dezember 1963: Südvietnam – Israel 0:1 (in Saigon)
    - 17. März 1964: Israel – Südvietnam 0:2 (in Ramat Gan)

### 1968
- Olympia-Qualifikation:
  - 17. März 1968: Israel – Ceylon 7:0 (in Tel Aviv-Jaffa)
  - 22. März 1968: Ceylon – Israel 0:4 (in Tel Aviv-Jaffa)

Birma, Indien, der Iran und Nordkorea zogen zurück.

#### Olympische Spiele in Mexiko
- Vorrunde in Mexiko-Stadt:
  - 13. Oktober 1968 in León: Israel – Ghana 5:3
  - 15. Oktober 1968 in León: Israel – El Salvador 3:1
  - 17. Oktober 1968 in Guadalajara: Ungarn – Israel 2:0 (Israel als Gruppenzweiter für das Viertelfinale qualifiziert)
- Viertelfinale, 20. Oktober 1968 in León Bulgarien – Israel 1:1 n. V. (Bulgarien Sieger durch Münzwurf)

### 1972
- Olympia-Qualifikation in Rangun (Birma):
  - 1. Runde:
    - 22. März 1972, Gruppenzuordnungsspiel: Israel – Ceylon 3:0
    - 28. März 1972: Israel – Indien 1:0
    - 30. März 1972: Israel – Indonesien 1:0

  - Halbfinale:
    - 1. April 1972: Israel – Thailand 0:0 n. V. 2:4 i. E.

### 1976
- Olympia-Qualifikation:
  - 1. Runde: kampflos, da Gegner Südvietnam zurück zog
  - 2. Runde:
    - 31. März 1976: Japan – Israel 0:3 (in Seoul)
    - 4. April 1976: Südkorea – Israel 1:3 (in Seoul)
    - 28. April 1976: Israel – Südkorea 0:0 (in Ramat Gan)
    - 11. Apr 1976: Israel – Japan 4:1 (in Ramat Gan)

#### Olympische Spiele in Montreal
- Vorrunde:
  - 19. Juli 1976 in Toronto: Israel – Guatemala 0:0
  - 21. Juli 1976 in Montreal: Mexiko – Israel 2:2
  - 23. Juli 1976 in Montreal: Frankreich – Israel 1:1 – Israel als Gruppenzweiter für die K.-o.-Runde qualifiziert
- Viertelfinale, 25. Juli 1976, in Toronto: Brasilien – Israel 4:1

### 1980
- Olympia-Qualifikation:
  - 28. März 1979: Israel – Belgien 0:2 (in Tel Aviv-Jaffa)
  - 9. Mai 1979: Spanien – Israel 1:1 (in Murcia)
  - 26. September 1979: Israel – Spanien 0:3 (in Ramat Gan)
  - 4. Oktober 1979: Niederlande – Israel 3:4 (in Emmen)
  - 10. Oktober 1979: Belgien – Israel 0:0 (in Forest)
  - 31. Oktober 1979: Israel – Niederlande 1:1 (in Beʾer Scheva)

Israel verpasst als Gruppendritter die 2. Runde und damit die Spiele in Moskau, an denen wegen des Boykotts aufgrund des sowjetischen Einmarsches in Afghanistan aber auch keine anderen israelischen Sportler teilnahmen.

### 1984
- Olympia-Qualifikation:
  - 8. Juni 1983: Deutschland – Israel 2:0 (in Wuppertal)
  - 30. Oktober 1983: Israel – Portugal 1:0 (in Tel Aviv-Jaffa)
  - 20. November 1983: Israel – Deutschland 0:1 (in Tel Aviv-Jaffa)
  - 11. Januar 1984: Portugal – Israel 2:1 (in Lissabon)

Israel verpasst als Gruppenletzter die Play-offs und kann sich damit nicht für die Olympischen Spiele in Los Angeles qualifizieren.

### 1988
- Olympia-Qualifikation, 2. Runde in Australien und Neuseeland:
  - 6. März 1988: Australien – Israel 2:0 (in Melbourne)
  - 9. März 1988: Israel – Neuseeland 2:0 (in Adelaide)
  - 13. März 1988: Israel – Taiwan 5:1 (in Sydney)
  - 20. März 1988: Israel – Australien 0:0 (in Christchurch)
  - 23. März 1988: Taiwan – Israel 0:9 (in Wellington)
  - 27. März 1988: Neuseeland – Israel 0:1 (in Auckland)

Israel kann sich als Gruppenzweiter nicht für die Olympischen Spiele in Seoul qualifizieren.

## Auswahlmannschaften bei Olympischen Spielen

### 1992
- Qualifikation:
  - 21. November 1990: Griechenland – Israel 2:2
  - 20. März 1991: Israel – Zypern 4:0
  - 16. Oktober 1991: Schweden – Israel 2:1
  - 30. Oktober 1991: Israel – Griechenland 2:1
  - 14. November 1991: Israel – Schweden 0:0
  - 4. Dezember 1991: Zypern – Israel 1:2

Israel verpasst als Gruppenzweiter das Viertelfinale und kann sich damit nicht für die Olympischen Spiele in Barcelona qualifizieren.

### 1996
- Olympia-Qualifikation:
  - Qualifikation
    - 4. September 1994: Israel – Polen 2:2
    - 11. Oktober 1994: Israel – Slowakei 2:0
    - 15. November 1994: Aserbaidschan – Israel 1:2
    - 13. Dezember 1994: Israel – Rumänien 0:1
    - 28. März 1995: Israel – Frankreich 1:1
    - 25. April 1995: Polen – Israel 1:0
    - 6. Juni 1995: Rumänien – Israel 1:0
    - 5. September 1995: Slowakei – Israel 1:1
    - 10. Oktober 1995: Israel – Aserbaidschan 4:0
    - 15. November 1995: Frankreich – Israel 3:0

Israel verpasst als Gruppenfünfter das Viertelfinale und kann sich damit nicht für die Olympischen Spiele in Atlanta qualifizieren.

### 2000
- Olympia-Qualifikation:
  - Qualifikation für die U-21-Fußball-Europameisterschaft 2000
    - 4. September 1998: Österreich – Israel 0:1
    - 9. Oktober 1998: Niederlande – Israel 3:0
    - 13. Oktober 1998: Israel – Spanien 0:4
    - 27. März 1999: Israel – Zypern 1:1
    - 5. Juni 1999: Israel – Österreich 2:1
    - 4. September 1999: Zypern – Israel 1:1
    - 7. September 1999 Israel – Niederlande 0:1
    - 9. Oktober 1999 Spanien – Israel 2:1

Israel verpasst als Gruppendritter die Entscheidungsspiele für den Einzug in die Endrunde und kann sich damit nicht für die Olympischen Spiele in Sydney qualifizieren.

### 2004
- Olympia-Qualifikation:
  - Qualifikation für die U-21-Fußball-Europameisterschaft 2004
    - 11. Oktober 2002: Malta – Israel 0:1 (in Ta’ Qali)
    - 28. März 2003: Zypern – Israel 2:0 (in Larnaka)
    - 1. April 2003: Israel – Frankreich 0:3 (in Erice, ITA)
    - 30. April 2003: Israel – Zypern 0:3 (in Erice)
    - 6. Juni 2003: Israel – Slowenien 0:0 (in Antalya, TUR)
    - 5. September 2003: Slowenien – Israel 1:2 (in Domžale)
    - 9. September 2003: Israel – Malta 3:0 (in Antalya, TUR)
    - 10. Oktober 2003: Frankreich – Israel 2:0 (in Clermont-Ferrand)

Israel verpasst als Gruppendritter die Entscheidungsspiele für den Einzug in die Endrunde und kann sich damit nicht für die Olympischen Spiele in Athen qualifizieren.

### 2008
- Olympia-Qualifikation:
  - Qualifikation für die U-21-Fußball-Europameisterschaft 2007:
    - 1. Runde:
      - 16. August 2006: Israel – Wales 3:2
      - 6. September 2006: Türkei – Israel 0:0

    - 2. Runde:
      - 7. Oktober 2006: Frankreich – Israel 1:1
      - 11. Oktober 2006: Israel – Frankreich 1:0

    - Endrunde in den Niederlanden:
      -         - 10. Juni 2007: Niederlande – Israel 1:0 (in Heerenveen)
        - 13. Juni 2007: Israel – Belgien 0:1 (in Heerenveen)
        - 16. Juni 2007: Israel – Portugal 0:4 (in Groningen)

Israel verpasst als Gruppenletzter die K.-o.-Runde und kann sich nicht für die Olympischen Spiele in Peking qualifizieren.

### 2012
- Olympia-Qualifikation:
  - Qualifikation für die U-21-Fußball-Europameisterschaft 2011:
    - 29. März 2009: Israel – Kasachstan 1:1 (in Haifa)
    - 10. Juni 2009: Bulgarien – Israel 3:4 (in Sofia)
    - 9. September 2009: Kasachstan – Israel 1:2 (in Astana)
    - 14. November 2009: Montenegro – Israel 1:0 (in Podgorica)
    - 18. November 2009: Israel – Bulgarien 2:0 (in Ramat Gan)
    - 4. Juni 2010: Israel – Schweden 0:1 (in Ness Ziona)
    - 3. September 2010: Schweden – Israel 1:2 (in Göteborg)
    - 7. September 2010: Israel – Montenegro 5:0 (in Rishon LeZion)

Israel verpasst als fünftbester Gruppendritter die Playoffs und kann sich nicht für die Endrunde und damit nicht für die Olympischen Spiele in London qualifizieren.

### 2016
- Olympia-Qualifikation:
  - Qualifikation für die U-21-Fußball-Europameisterschaft 2015:
    - 7. September 2013: Israel – Aserbaidschan 7:2 (in Netanja)
    - 10. Oktober 2013: Portugal – Israel 3:0 (in Marinha Grande)
    - 15. Oktober 2013: Norwegen – Israel 1:3 (in Drammen)
    - 15. November 2013: Israel – Norwegen 4:1 (in Petah Tikva)
    - 18. November 2013: Israel – Portugal 3:4 (in Petah Tikva)
    - 13. August 2014: Mazedonien – Israel 0:3 (in Skopje)
    - 3. September 2014: Aserbaidschan – Israel 3:0 (in Baku)
    - 9. September 2014: Israel – Mazedonien 2:1 (in Larnaka, CYP)

Israel verpasst als achtbester Gruppendritter die Playoffs und kann sich nicht für die Endrunde und damit nicht für die Olympischen Spiele in Rio de Janeiro qualifizieren.

### 2021
- Olympia-Qualifikation:
  - Qualifikation für die U-21-Fußball-Europameisterschaft 2019:
    - 31. August 2017: Israel – Aserbaidschan 3:1 (in Akkon)
    - 5. September 2017: Norwegen – Israel 0:0 (in Drammen)
    - 9. Oktober 2017: Irland – Israel 4:0 (in Dublin)
    - 9. November 2017: Kosovo – Israel 0:4 (in Mitrovica)
    - 14. November 2017: Israel – Deutschland 2:5 (in Ramat Gan)
    - 22. März 2018: Deutschland – Israel 3:0 (in Braunschweig)
    - 27. März 2018: Israel – Norwegen 1:3 (in Ramat Gan)
    - 6. September 2018: Aserbaidschan – Israel 1:1 (in Baku)
    - 11. Oktober 2018: Israel – Irland 3:1 (in Akkon)
    - 16. Oktober 2018: Israel – Kosovo 3:0 (in Ramat Gan)

Israel verpasst als Vierter die Endrunde und damit die Olympischen Spiele in Tokio.

### 2024
- Olympia-Qualifikation:
  - Qualifikation für die U-21-Fußball-Europameisterschaft 2023:
    - 02. Sep. 2021: Ungarn – Israel 1:2 (in Győr)
    - 07. Sep. 2021: Polen – Israel 1:2 (in Lublin)
    - 07. Okt. 2021: Deutschland – Israel 3:2 (in Paderborn)
    - 12. Okt. 2021: Israel – Lettland 2:1 (in Petach Tikwa)
    - 11. Nov. 2021: San Marino – Israel 0:4 (in Serravalle)
    - 16. Nov. 2021: Israel – Ungarn 3:0 (in Petach Tikwa)
    - 24. März 2022: Israel – Polen 2:2 (in Petach Tikwa)
    - 29. März 2022: Israel – Deutschland 0:1 (in Petach Tikwa)
    - 02. Juni 2022: Lettland – Israel 1:0 (in Riga)
    - 07. Juni 2022: Israel – San Marino 2:0 (in Petach Tikwa)

  - Endrunde in Rumänien und Georgien:
    - Gruppenspiele in Kutaissi:
      - 22. Juni 2023: Deutschland – Israel 1:1
      - 25. Juni 2023: England – Israel 2:0

    - 28. Juni 2023: Israel – Tschechien 1:0
    - K.-o.-Runde:
      - Viertelfinale, 1. Juli 2023: Georgien – Israel 0:0 n. V., 3:4 i. E. (in Tiflis)
      - Halbfinale, 5. Juli 2023: Israel – England 0:3 (in Batumi)

Da England kein Mitglied des IOC ist, ging der Startplatz bei den Olympischen Spielen an Israel.

#### Olympische SpieleinParis
Bei der Auslosung am 20. März 2024 war Israel zusammen mit den erstmals für die Olympischen Spiele qualifizierten Mannschaften der Dominikanische Republik und der Ukraine sowie dem Sieger des Play-offs zwischen den Vierten der CAF- und AFC-Qualifikation Topf 4 zugeordnet und durfte nicht in die Gruppe mit Gastgeber Frankreich gelost werden. Gegner sind Mali, Paraguay und eine Mannschaft, die sich in der AFC-Qualifikation noch qualifizieren musste und dort den 1. Platz belegte, was Japan wurde. Spielberechtigt sind Spieler, die nach dem 31. Dezember 2000 geboren sind, plus drei ältere Spieler.
- Vorrunde:
  - 24. Juli 2024 um 21:00 Uhr MESZ in Paris: Mali – Israel 1:1 (0:0)
  - 27. Juli 2024 um 19:00 Uhr MESZ in Paris: Israel – Paraguay 2:4 (0:1)
  - 30. Juli 2024 um 21:00 MESZ in Nantes: Israel – Japan 0:1 (0:0) – als Gruppenletzter ausgeschieden

## Trainer
- Emanuel Schaffer (1968) – auch Trainer bei der bisher einzigen WM-Teilnahme 1970
- David Schweitzer (1976)
- Guy Luzon (2024)

## Beste Torschützen
1. Yehoshua Feigenbaum (1968) 4 Tore
2. Giora Spiegel (1968), Vicky Peretz (1976) je 2 Tore
4. Shraga Bar, Mordechai Spiegler, Rahamim Talbi (alle 1968), Yaron Oz, Itzhak Shum (1976), Omri Gandelman und Oscar Gloukh (beide 2024) je 1 Tor